# Hency Martínez Vargas
Hency Martínez Vargas (ur. 24 lutego 1958 w Málaga) – kolumbijski duchowny rzymskokatolicki, od 2019 biskup La Dorada-Guaduas.

## Życiorys
Urodził się 24 lutego 1958.
Święcenia kapłańskie przyjął 10 czerwca 1985 jako prezbiter archidiecezji Bucaramanga, 2 lata później został inkardynowany do diecezji Málaga-Soatá. 
Ukończył studia z filozofii i teologii w Wyższym Seminarium Duchownym Archidiecezji Bucaramanga, następnie uzyskał licencjat z teologii dogmatycznej na Papieskim Uniwersytecie Gregoriańskim w Rzymie. W latach 2009–2014 był rektorem seminarium. 13 stycznia 2019 papież Franciszek mianował go biskupem La Dorada-Guaduas. Sakry udzielił mu 21 marca 2019 nuncjusz apostolski w Kolumbii – arcybiskup Luis Mariano Montemayor.